# 米茨河谷阿勒莱利根
米茨河谷阿勒莱利根是奥地利施蒂利亚州米尔茨楚施拉格县的一个市镇。总面积47.17平方公里，总人口1972人，人口密度41.8人/平方公里（31-12-2005年）。